# Andrew Welsh (homme politique)
Pour les articles homonymes, voir Welsh.
Andrew Paton Welsh, né le 19 avril 1944 à Glasgow et mort le 18 juin 2021, est un homme politique écossais du Parti national écossais (SNP). Il a représenté les circonscriptions de South Angus (de 1974 à 1979) puis d'East Angus (de 1987 à 1997), puis d'Angus (de 1997 à 2001) au parlement de Westminster.

## Biographie
De 1984 à 1987, Andrew Welsh est provost de l'Angus (dirigeant de l'Angus District Council) et siège au Conseil d'Administration de l'Université de Dundee. Avant d'être réélu à la Chambre des Communes en 1987, il est également Senior Lecturer en Administration Financière à Arbroath College dans l'Angus.
Andrew Welsh est aujourd'hui membre du Parlement écossais, représentant la circonscription d'Angus. Il est, jusqu'en janvier 2006, le député à avoir siégé le plus longtemps au Corporate Body de cette assemblée.
Parlant couramment le français et le chinois, Andrew Welsh appartient à l'Église d'Écosse.